# قسم بناجوي الغربي الريفي (مقاطعة بناب)
قسم بناجوي الغربي الريفي (بالفارسية: دهستان بناجوی غربی) هي منطقة سكنية تقع في إيران في قسم. يقدر عدد سكانها بـ 25,612 نسمة .